# OR51A7
OR51A7 (англ. Olfactory receptor family 51 subfamily A member 7) – білок, який кодується однойменним геном, розташованим у людей на короткому плечі 11-ї хромосоми. Довжина поліпептидного ланцюга білка становить 312 амінокислот, а молекулярна маса — 35 132.
| 10         |  | 20         |  | 30         |  | 40         |  | 50         |
| ---------- |  | ---------- |  | ---------- |  | ---------- |  | ---------- |
| MSVLNNSEVK |  | LFLLIGIPGL |  | EHAHIWFSIP |  | ICLMYLLAIM |  | GNCTILFIIK |
| TEPSLHEPMY |  | YFLAMLAVSD |  | MGLSLSSLPT |  | MLRVFLFNAM |  | GISPNACFAQ |
| EFFIHGFTVM |  | ESSVLLIMSL |  | DRFLAIHNPL |  | RYSSILTSNR |  | VAKMGLILAI |
| RSILLVIPFP |  | FTLRRLKYCQ |  | KNLLSHSYCL |  | HQDTMKLACS |  | DNKTNVIYGF |
| FIALCTMLDL |  | ALIVLSYVLI |  | LKTILSIASL |  | AERLKALNTC |  | VSHICAVLTF |
| YVPIITLAAM |  | HHFAKHKSPL |  | VVILIADMFL |  | LVPPLMNPIV |  | YCVKTRQIWE |
| KILGKLLNVC |  | GR         |  |            |  |            |  |            |

A: Аланін

C: Цистеїн

D: Аспарагінова кислота

E: Глутамінова кислота

F: Фенілаланін

G: Гліцин

H: Гістидин

I: Ізолейцин

K: Лізин

L: Лейцин

M: Метіонін

N: Аспарагін

P: Пролін

Q: Глутамін

R: Аргінін

S: Серин

T: Треонін

V: Валін

W: Триптофан

Кодований геном білок за функціями належить до рецепторів, g-білокспряжених рецепторів, білків внутрішньоклітинного сигналінгу. 
Локалізований у клітинній мембрані, мембрані.